# Bataille de Karlivka
Guerre du Donbass
(fait partie de la Guerre russo-ukrainienne)
Batailles
- Euromaïdan
- Révolution de la Dignité
- Manifestations anti-Maïdan

Annexion de la Crimée
- Invasion russe de la Crimée
- Prise du Parlement de Crimée
- Prise de la base navale sud
- Incident de Simféropol (en)
- Occupation russe de la Crimée

Troubles pro-russes
- Odessa
- Troubles pro-russes à Kharkiv (uk)
- Troubles pro-russes à Louhansk (uk)
- Bataille de la rue Rymarska (uk)
- Proclamation de la république de Crimée
- Prise de Donetsk
- Proclamation de la RP de Donetsk
- Proclamation de la RP d'Odessa (hu)
- Proclamation de la RP de Lougansk
- Affrontements à Odessa du 2 mai (uk)
- Incendie de la Maison des syndicats d'Odessa

Guerre du Donbass
- Sloviansk
- Kramatorsk
- Artemivsk
- Marioupol
- Karlivka
- 1re Donetsk
- Louhansk
- Krasnyi Lyman
- Il-76
- Chyrokyne
- Saour-Mogyla
- Horlivka
- Vol Malaysia Airlines 17
- 2e Donetsk
- Loutouhyne
- Ilovaïsk
- Novoazovsk
- 3e Donetsk
- 32e barrage
- Volnovakha
- Debaltseve
- Marïnka
- Avdiïvka

La bataille de Karlivka désigne une série d’affrontements militaires qui ont eu lieu entre mai et juillet 2014 pour le contrôle du village de Karlivka dans l'oblast de Donetsk, dans l'est de l’Ukraine, durant la guerre du Donbass, dans le cadre de la guerre russo-ukrainienne. Les forces ukrainiennes loyalistes ont repris le village aux rebelles séparatistes prorusses, contrôlés par la Russie, qui se sont repliés vers Donetsk.

## Situation géographique et valeur stratégique
Le village de Karlivka est situé à 28 kilomètres à l'ouest de Donetsk et était considéré comme la « porte occidentale » de la prétendue « capitale » de l'autorité de fait se disant « République populaire de Donetsk », autoproclamée par des rebelles séparatistes prorusses, sous le contrôle de la Russie. Elle revêtait donc une importance stratégique pour ces derniers.
En effet, le réservoir de Karlovskoye constituait une réserve d'eau douce pour Donetsk. Une autoroute d'importance passait par le village, reliant directement Donetsk à Dnipropetrovsk, puis à Kyiv. De surcroît, à Karlivka se trouvait le seul pont permettant de franchir la rivière Vovtcha, avec un équipement militaire lourd. Enfin, le village est proche des villages de Pervomaiske et Netailove.

## Déroulement de la bataille
À partir de la mi-mai 2014 environ, une compagnie (comprenant environ 110 à 120 combattants) du groupe rebelle d'Insler, sous le commandement d'un milicien portant l'indicatif « Nord », avec un peloton de la brigade Vostok et d'autres milices, a entrepris la défense de Karlivka. Les rebelles séparatistes ont creusé des tranchées avec des passages et ont miné les zones où les unités ukrainiennes se sont repliées. Ils ont également partiellement endommagé le barrage du réservoir de Karlovsky, inondant ainsi certaines plaines, rendant leur franchissement difficile.

### Premiers affrontements de moyenne intensité
Le matin du 23 mai 2014, près d'une station-service aux environs de Karlivka, un convoi de voitures et de minibus, à bord duquel se déplaçait un peloton du bataillon de volontaires ukrainiens Donbass, est tombé dans une embuscade tendue par les rebelles séparatistes prorusses. Certains combattants ont réussi à briser l'encerclement et à atteindre le poste de contrôle de l'armée ukrainienne près de la ville de Krasnoarmeïsk (désormais Pokrovsk). Après environ quatre heures de combats, près de la moitié des hommes du peloton ont été blessés à divers degrés de gravité, et plusieurs sont morts. Par la suite, le rebelle séparatiste Igor Bezler a déclaré que tous les soldats du bataillon Donbass capturés par les insurgés avaient été abattus.
Tout au long du mois de juin et une partie du mois de juillet, des combats d'intensité moyenne se sont poursuivis dans les environs de Karlivka. Ces hostilités ont impliqué de l'artillerie (canons et roquettes) et des chars d'assaut dans les deux camps.

### Intensification des hostilités
Le 30 juin 2014, le bataillon Donbass a lancé un assaut sur Karlivka. Cette attaque a été repoussée et une quinzaine de soldats du bataillon ont été tués. Les rebelles séparatistes ont également subi des pertes.
Le matin du 6 juillet 2014, le bataillon Donbass a lancé un deuxième assaut sur Karlivka. Cette attaque a également échoué et le bataillon a subi de lourdes pertes. 
Le 7 juillet 2014, un groupe de rebelle séparatistes, composé de 27 combattants du détachement de Bezler et du bataillon Vostok, appuyés par un char d'assaut T-64, deux BRDM et trois camionnettes équipées de mitrailleuses lourdes, a attaqué les postes de contrôle de l'armée ukrainienne près du village d'Umanske et de Novoselivka. À la suite de ces combats, deux postes de contrôle, un char d'assaut, deux véhicules de combat d'infanterie, un véhicule blindé de transport de troupes, un ZU-23-2 et une batterie de mortiers ont été détruits. Un soldat de l'armée ukrainienne a été fait prisonnier. Le commandant de la compagnie Nord a été blessé au combat. Les rebelles n'ont cependant pas installé de postes de contrôle.
Le 10 juillet 2014, l'offensive séparatiste près de Karlivka a été stoppée par des unités de la 93e brigade et des éléments des bataillons Donbass et Dnipro-2.
Le 12 juillet 2014, Igor Bezler a reçu l'ordre du soi-disant « ministre de la défense » autoproclamé de la prétendue « république populaire de Donetsk », Igor Strelkov, de transférer la compagnie « Nord » de Karlivka vers la zone de Horlivka où il opérait. Au cours du mois et demi de défense de Karlivka, dix-sept soldats du groupe Bezler ont été tués, trente blessés et onze capturés. Un retrait progressif de la compagnie « Nord » vers Horlivka a alors débuté.
Le 18 juillet 2014, les derniers combattants de la compagnie « Nord » ont quitté Karlivka, tandis que le commandant de la compagnie « Nord » restait sur place pour assurer la transition avec son successeur, issu du groupe Strelkov. Le village commença à être défendu par plusieurs pelotons séparatistes. 
Le 20 juillet 2014, des combats de longue durée ont eu lieu dans la région de Karlivka. Le 21 juillet 2014, ils se sont poursuivis près de Karlivka et de Netailove. Les attaques ukrainiennes n'ont pas recontré beaucoup de succès et les forces armées ukrainiennes ont commencé à retirer jusqu'à 40 véhicules blindés et 350 soldats des environs de Selydovo.
Dans la nuit du 22 au 23 juillet 2014, les rebelles séparatistes, ayant subi de lourdes pertes lors des combats des trois jours précédents, ont été contraints de se retirer de Karlivka, Netailove et Pervomaiske. Selon Strelkov, ces localités étaient menacées d'encerclement et les forces rebelles prorusses s'y trouvant de destruction.

### Retrait des rebelles séparatistes prorusses
Le 23 juillet 2014, Karlivka a été prise par les unités des forces armées ukrainiennes. Le bataillon de volontaires Donbass et plusieurs autres unités militaires ukrainiennes ont nettoyé le village des forces rebelles restantes. Après le retrait de Karlivka et des environs en raison de forces inégales, le cœur des hostilités s'est porté sur la prise du village de Pisky. Un bataille de char d'assaut ukrainien a tenté de repousser les forces rebelles séparatistes à l'intérieur de Donetsk. Dans le village de Pervomayskoye, les forces armées ukrainiennes ont déployé quatre obusiers D-30 et trois BM-21 Grad. Des attaques séparatistes au mortier depuis les environs de Nevelske ont détruit deux unités Grad et la moitié des obusiers des ukrainiens. Les rebelles ont également mené des frappes ciblées contre les positions ukrainiennes ,.
À la suite du retrait des forces rebelles séparatistes de Karlivka, la ligne de front s'est rapprochée de Donetsk. 

## Voir également
- Invasion de l'Ukraine par la Russie